# بیرگیت رادوخلا
بیرگیت رادوخلا (آلمانی: Birgit Radochla؛ زادهٔ ۳۱ ژانویهٔ ۱۹۴۵) ژیمناست هنری اهل آلمان بود.
وی در مسابقات کشوری و بین‌المللی در مجموع برندهٔ ۲ مدال نقره، ۲ مدال برنز شده‌است.